# Домбковиці (Лодзинське воєводство)
Домбковиці (пол. Dąbkowice) — село в Польщі, у гміні Стшельці Кутновського повіту Лодзинського воєводства.
Населення — 165 осіб (2011).
У 1975-1998 роках село належало до Плоцького воєводства.

## Демографія
Демографічна структура станом на 31 березня 2011 року:
|          | Загалом | Допрацездатний вік | Працездатний вік | Постпрацездатний вік |
| -------- | ------- | ------------------ | ---------------- | -------------------- |
| Чоловіки | 81      | 13                 | 59               | 9                    |
| Жінки    | 84      | 17                 | 45               | 22                   |
| Разом    | 165     | 30                 | 104              | 31                   |